# Jan Vennegoor of Hesselink
Johannes »Jan« Vennegoor of Hesselink, nizozemski nogometaš, * 7. november 1978, Oldenzaal, Nizozemska.
Hesselink je nekdanji nogometni napadalec in dolgoletni član nizozemske nogometne reprezentance.